# Hans Duistermaat

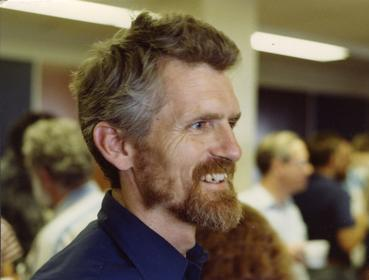
Hans Duistermaat

Johannes Jisse (Hans) Duistermaat (Den Haag, 20 december 1942 - Utrecht, 19 maart 2010) was een Nederlandse wiskundige. Hij studeerde en promoveerde aan de Universiteit Utrecht (UU). Zijn oorspronkelijke promotor was de toegepaste wiskundige Günther K. Braun, die een jaar voor zijn thesisverdediging stierf. Zijn officiële promotor werd Hans Freudenthal. Na een aanstelling aan de Katholieke Universiteit Nijmegen werd hij in 1974 benoemd tot hoogleraar zuivere en toegepaste wiskunde aan de UU. Hij is vooral bekend om zijn bijdragen op het gebied van differentiaalvergelijkingen. Hij begeleidde 25 promovendi.
Duistermaat omschreef zichzelf als een meetkundige analist. Zijn onderzoek omvatte evenwel veel verschillende domeinen in de wiskundige analyse, meetkunde en wiskundige natuurkunde: onder andere klassieke mechanica, symplectische meetkunde, Fourierintegraaloperatoren, partiële differentiaalvergelijkingen, algebraïsche meetkunde, harmonische analyse en dynamische systemen.
Hij introduceerde de notie van monodromie in de context van Hamiltoniaanse systemen. Samen met Richard Cushman breidde hij dit begrip later uit naar kwantumsystemen. 
Zijn werk samen met Alberto Grünbaum over het bispectrale probleem was invloedrijk voor integreerbare systemen en niet-commutatieve algebraïsche meetkunde. Tijdens het laatste stadium van zijn leven was hij geïnteresseerd in algebraïsche meetkunde en schreef hij een boek over QRT afbeeldingen en elliptische oppervlakken: Discrete integrable systems : QRT Maps and Elliptic Surfaces.
Duistermaat heeft ook bijgedragen aan de toegepaste wiskunde. Hij was consultant voor Royal Dutch Shell. Dit leidde tot de thesis van Christiaan Stolk over de inversie van seismische data. Hij werkte ook aan barrièrefuncties in convexe optimalisatie. Hij werkte samen met biomedische technologen aan computervisie. Hij werkte samen met geofysicus P. Hoyng aan het modelleren van de omkering van het aardmagnetisch veld.
Naast wiskundige was Hans Duistermaat ook schaker. Hij was erelid van de schaakclub Utrecht. Hoogtepunt in zijn schaakleven was zijn partij in een simultaanwedstrijd tegen Anatoli Karpov in 1977. Bij deze wedstrijd, waarbij Karpov tegen 10 schakers speelde, wist hij als enige de partij gelijk te houden. Duistermaat was ook sportief: in de winter kwam hij weleens op de schaats van huis naar De Uithof om college te geven.
Hij overleed op 19 maart 2010 aan de gevolgen van lymfeklierkanker.